# إغزاون (بني غفار)
إغزاون هو دُوَّار يقع بجماعة تزكان، إقليم شفشاون، جهة طنجة تطوان الحسيمة في المملكة المغربية. ينتمي الدوّار لمشيخة بني غفار التي تضم 11 دوار. يقدر عدد سكانه بـ 348 نسمة حسب الإحصاء الرسمي للسكان والسكنى لسنة 2004.

## روابط خارجية
- البوابة الوطنية للجماعات الترابية
- المندوبية السامية للتخطيط